# Pasilla paprika

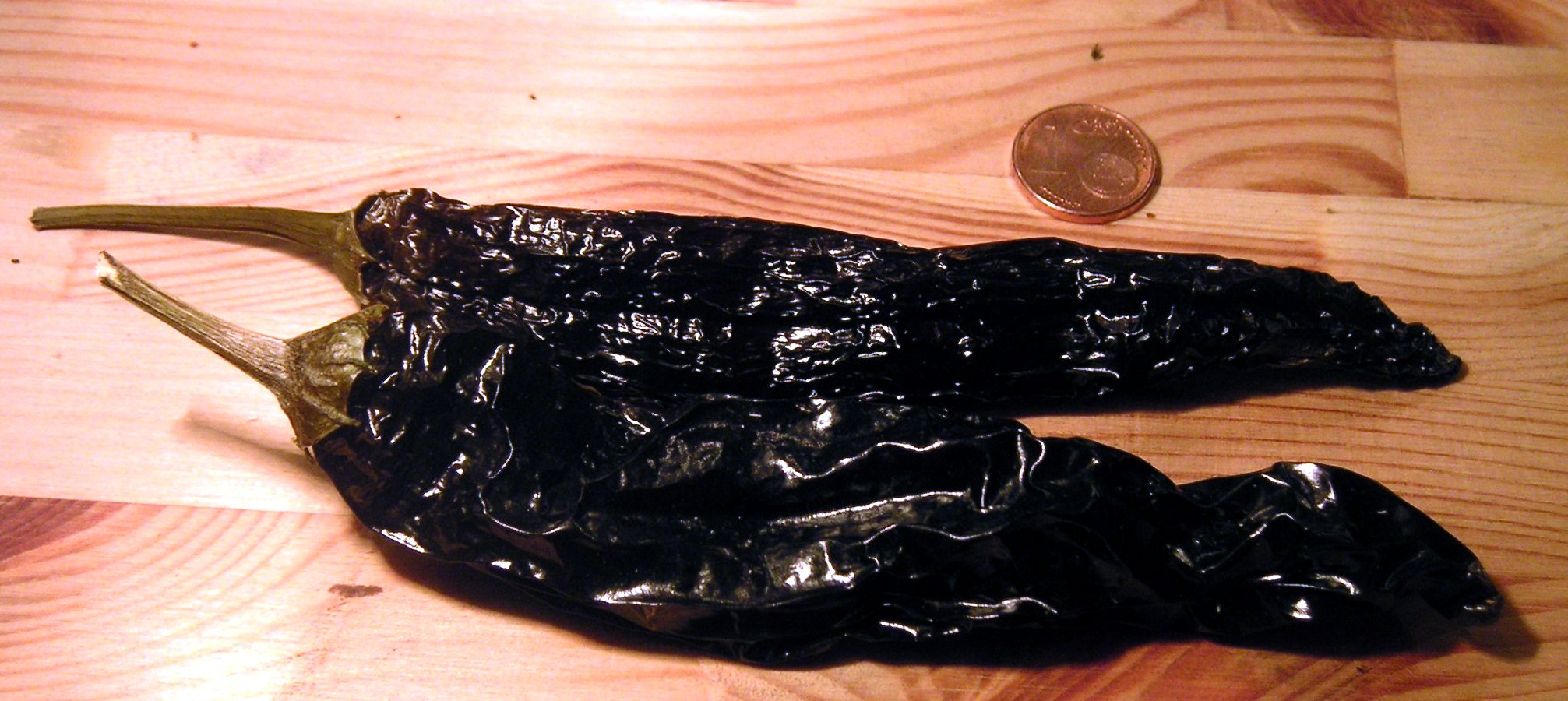
A pasilla szárított termése

A pasilla (ejtsd: paszilla) a közönséges paprika (Capsicum annuum) egy viszonylag kevéssé csípős változata (1000-1500 Scoville-egység). Nevét paprikájának sötétbarna színéről kapta; ugyanezért Kaliforniában időnként pasillának hívják az anchót, azaz a szárított poblano paprikát. Nyugat-Mexikóban időnként 'chili negrónak', frissen pedig chilacának hívják.

## Megjelenése, termőhelyei
Kb. 90 cm magasra nő meg. Levelei oválisak, középzöldek, 7,5 cm hosszúak és 3,5 cm szélesek, a szélük fogazott. Virágai fehérek, pettyek nélkül. Paprikája kifejezetten hosszúkás, henger alakú és barázdált, 2,5 cm széles és akár 15 cm-nél hosszabb is lehet; éretlenül sötétzöld, éretten sötétbarna. Növényenként 20 vagy paprikát terem, és ezek 90-100 nap alatt érnek be. 
Mexikóban (Aguascalientesben, Jaliscóban, Zacatecasban és Guanajuatóban évente 3500 tonnányit termelnek belőle. Ennek nagy többségét szárítva (jó részét porítva) forgalmazzák, majd kiváltképp a mole és az adobos szószok ízesítésére használják.

## Változatai
Legkedveltebb mexikói változatai a Pabello One és az Apaseo.

## Külső hivatkozások
- Paprika fajták és változatok